# اردوگ
اردوگ (به آلمانی: Erdweg) یک شهر در آلمان است که در بایرن واقع شده‌است.

## خصوصیات
اردوگ ۳۶٫۰۳ کیلومترمربع مساحت دارد ۵۰۰ متر بالاتر از سطح دریا واقع شده‌است.